# Grøfthøjparken
56°7′25″N 10°8′28″Ø / 56.12361°N 10.14111°Ø
Grøfthøjparken er et boligområde i Aarhus-bydelen Viby navngivet efter en tidligere gård på stedet. Området er bebygget omkring 1970 som en parkbebyggelse bestående af boligblokke og rækkehuse med både ejerboliger og lejeboliger. Bebyggelsen følger det modernistiske neighbourhood unit-ideal, hvor områdets indre dele er præget af grønne områder og gangstier, imens alle veje for biltrafik ligger udenfor i en ring rundt om området. Den grønne karakter styrkes yderligere af nærheden til et større skovområde og Brabrandsøen. Som en del af idealet er der også tænkt lokale byfunktioner ind i byplanen såsom supermarked, kirke og børnehave. Området rummer forkellige klynger af blokke opført i hovedsageligt tre-syv etager af flere forskellige konsortier, der har givet hver klynge deres egne arkitektoniske træk, hvilket har givet området arkitektonisk mangfoldighed. En enkelt blok, Grøfthøjhuset, er opført som et 51 meter højt højhus i 16 etager efter tegninger af Friis & Moltke.